# تاچ‌پد

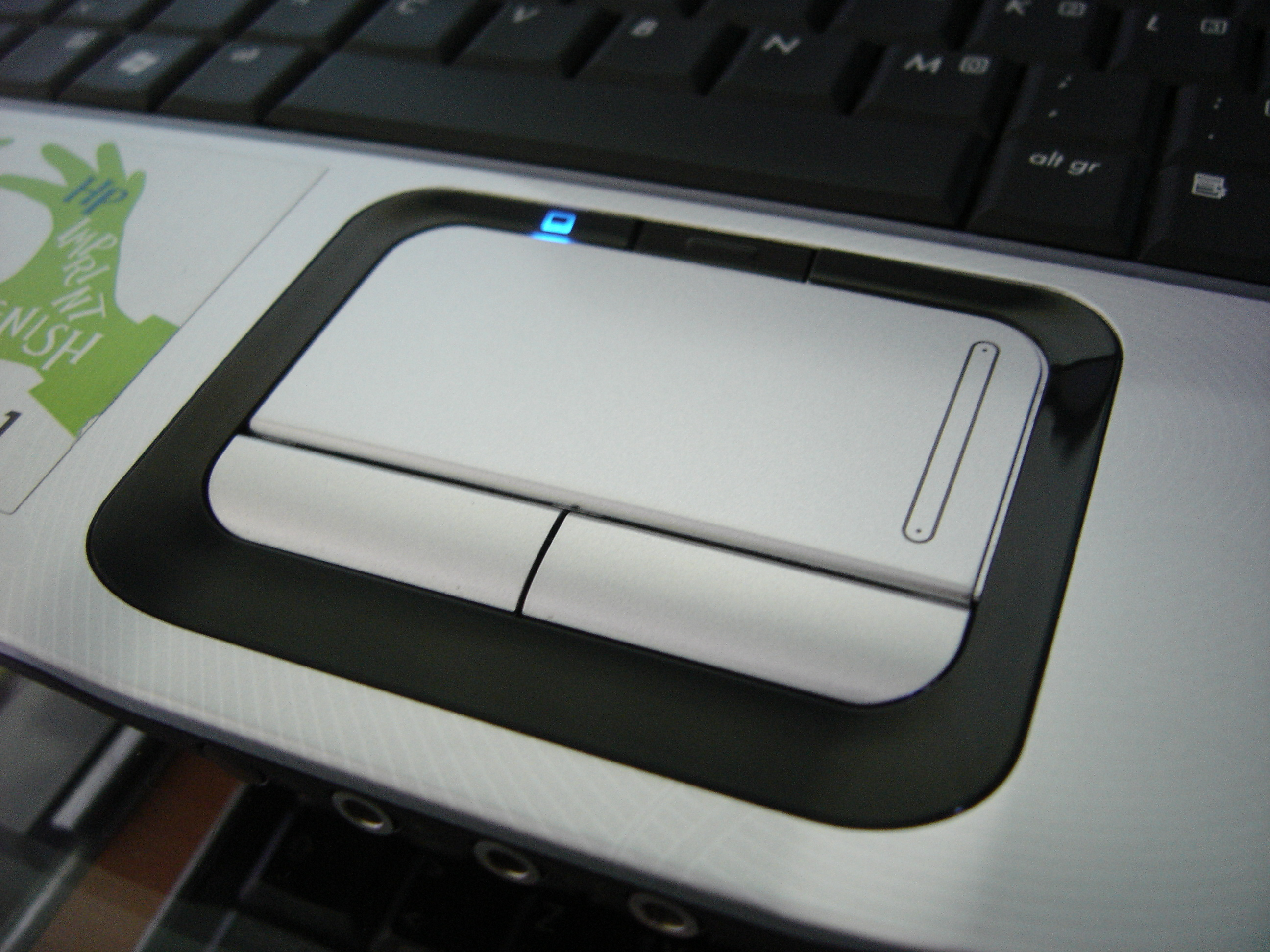
یک تاچ‌پد بر روی لپ‌تاپ اچ‌پی

تاچ‌پد (به انگلیسی: Touchpad) یا ترک‌پد (به انگلیسی: trackpad) یک حسگر لمسی مسطح است که می‌تواند حرکت و موقعیت انگشت کاربر را با موقعیت اشاره‌گر در صفحه‌نمایش تبدیل می‌کند. تاچ‌پدها بر روی اکثر لپ‌تاپ‌ها موجود است و می‌تواند جایگزین ماوس گردد، به ویژه در فضاهای کم. به دلیل تنوع اندازه می‌تواند در دستیار دیجیتال شخصی و پخش‌کننده موسیقی قابل حمل استفاده گردد. برای ابزارهای خارجی از تاچ‌پد بی‌سیم استفاده می‌شود.

## اعمال و امکانات
تاچ‌پدها همانند صفحات لمسی قادرند مکان لمس را درک کنند. تاچ‌پد به عنوان یک ابزار مکان‌نما رایج استفاده می‌شود و حرکت انگشت به یک حرکت قابل مقایسه با مکان‌نمای ماوس ترجمه می‌شود. دو دکمه که معادل کلیک راست و کلیک چپ در ماوس هستند در قسمت پایین یا بالا یا جانبی تاچ‌پد وجود دارد.
بعضی از تاچ‌پدها یا با تنظیمات خاص درایورهایشان با کشیدن دو انگشت به‌طور موازی روی تاچ‌پد، می‌توانند نوار پیمایش را کنترل کنند یا با لمس دو انگشت و نزدیک و دورکردن آن دو در همان حال تماس، می‌توانند عمل زوم یا با یک و نیم کلیک ("click-and-a-half") روی Touchpad، و سپس کشیدن انگشت، می‌توانند کار انتخاب (Select) را انجام دهند.

## مولتی تاچ
مولتی تاچ (به انگلیسی: multi touch) به یک نوع تاچ پد گفته می‌شود که اگر به‌طور هم‌زمان دو نقطه مختلف از صفحه تاچ پد لمس کرده شود، تاچ پد لپ‌تاپ به هر دو آن‌ها عکس‌العمل نشان می‌دهد.

## جستاهای وابسته
- ترک‌پد جادویی